# El patio de mi cárcel
El patio de mi cárcel is een Spaanse film uit 2008, geregisseerd door Belén Macías.

## Verhaal
De film vertelt het verhaal van een aantal vrouwen die in de gevangenis zitten. Isa is een dief die niet in staat zich aan te passen aan het leven buiten de gevangenis. Haar vriendengroep bestaat uit Dolores, Rosa, Ajo en Luisa. Hun leven verandert wanneer de nieuwe cipier Mar aankomt. Mar past zich niet aan aan de regels van de gevangenis, en dit betekent voor de vrouwen het begin van een vlucht naar de vrijheid. Met de hulp van Adela, de gevangenisdirecteur, richten ze een theatergroep op.

## Rolverdeling
| Acteur                  | Personage |
| ----------------------- | --------- |
| Candela Peña            | Mar       |
| Verónica Echegui        | Isa       |
| Ana Wagener             | Dolores   |
| Violeta Pérez           | Rosa      |
| Patricia Reyes Spíndola | Aurora    |
| Blanca Portillo         | Adela     |
| Natalia Mateo           | Ajo       |
| Maria Pau Pigem         | Maika     |
| Tatiana Astengo         | Luisa     |
| Ledicia Sola            | Pilar     |

## Ontvangst

### Prijzen en nominaties
Een selectie:
| Jaar | Evenement                       | Categorie                  | Genomineerde                                  | Resultaat   |
| ---- | ------------------------------- | -------------------------- | --------------------------------------------- | ----------- |
| 2009 | Premios Goya (23ste uitreiking) | Beste actrice              | Verónica Echegui                              | Genomineerd |
| 2009 | Premios Goya (23ste uitreiking) | Beste debuterend actrice   | Ana Wagener                                   | Genomineerd |
| 2009 | Premios Goya (23ste uitreiking) | Beste debuterend regisseur | Belén Macías                                  | Genomineerd |
| 2009 | Premios Goya (23ste uitreiking) | Beste origineel nummer     | Juan Pablo Compaired ("Podemos Volar juntos") | Genomineerd |